# Pueblerina (película)
Pueblerina es una película de drama rural mexicana de 1948 dirigida por Emilio "El Indio" Fernández y protagonizada por Columba Domínguez y Roberto Cañedo. Ganadora del Premio Ariel a la mejor película.

## Sinopsis
Aurelio vuelve a su pueblo tras cumplir una condena por vengar la violación de su amada Paloma a manos de Julio González. Al llegar se entera de que su madre ha muerto y que Paloma vive exiliada del pueblo con su hijo, fruto de la violación. Aurelio busca casarse con Paloma y olvidar el pasado, pero el malvado Julio y su hermano Ramiro no están dispuestos a dejarlos en paz. La canción Chiquita tema principal de la película, fue interpretada por el Trío Calavera, autor Sr. Nicolás Pérez Leyva.

## Reparto
- Columba Domínguez
- Roberto Cañedo
- Arturo Soto Rangel
- Manuel Dondé
- Ismael Pérez
- Luis Aceves Castañeda
- Diego Gayara
- Guillermo Cramer
- Enriqueta Reza
- Rogelio Fernández
- Agustín Fernández
- Hermanos Huesca
- Trío Calaveras
- Héctor González
- Carmen Reyo